# Jerzy Pieczewski
Jerzy Pieczewski herbu Paprzyca – wicewojewoda malborski w latach 1633–1641, pisarz malborski w latach 1617–1650.
Poseł na sejm nadzwyczajny 1626 roku z województwa malborskiego